# Andre Mannaart
Andre Mannaart (2 de noviembre de 1960, Krommenie) es un kickboxer y practicante de artes marciales mixtas neerlandés retirado de la competición. Fue campeón del mundo en varias ocasiones y uno de los participantes del torneo de K-1 World Grand Prix en la edición de 1994, actualmente es un entrenador de renombre en el Mejiro Gym de Ámsterdam donde ha entrenado a grandes kickboxers como Peter Aerts o Remy Bonjasky entre otros.

## Carrera en kickboxing
El 4 de marzo de 1994 Mannaart ganó el título mundial de peso semipesado de la W.K.A. derrotando a su rival, el japonés Toshiyuki Atokawa, mediante decisión unánime. Aquel título le abría las puertas para participar en el K-1 World Grand Prix de 1994 donde se enfrentó al vigente campeón, Branko Cikatić, en los cuartos de final. Mannaart fue noqueado en el segundo asalto quedando fuera del torneo.
A lo largo de su carrera Mannaart llegó a enfrentarse a grandes kickboxers del K-1 como Ernesto Hoost, Branko Cikatić, Maurice Smith y Ray Sefo.
El 26 de junio de 2010 Mannaart decidió salir de su retiro del kickboxing para participar en el evento Fight 058 en Leeuwarden, Países Bajos, donde se enfrentó a su antiguo rival Jan Lomulder. Tras un largo combate de cinco asaltos Mannaart fue derrotado por decisión.

## Campeonatos y logros
- Kickboxing[3][4]
  - Campeón mundial W.A.K.O.
  - Campeón mundial W.P.K.L.
  - Campeón de Europa de Peso Crucero W.K.A.
  - Campeón Intercontinental de Peso Superpesado W.K.A.
  - Campeón mundial de Peso Crucero W.K.A. (1989)
  - Campeón mundial de Peso Semipesado W.K.A. (1994)
  - Campeón mundial de Low Kick I.S.K.A. (1999)

## Récord en artes marciales mixtas
| Resultado | Récord | Oponente       | Método                      | Evento                               | Fecha                 | Asalto | Tiempo | Localización            | Notas |
| --------- | ------ | -------------- | --------------------------- | ------------------------------------ | --------------------- | ------ | ------ | ----------------------- | ----- |
| Derrota   | 0-3-1  | Toon Stelling  | Decisión (Unánime)          | Rings Holland - Utrecht at War       | 29 de junio de 1997   | 2      | 5:00   | Utrecht, Países Bajos   |       |
| Derrota   | 0-2-1  | Kiyoshi Tamura | Sumisión (rear naked choke) | Rings Holland - The Final Challenge  | 2 de febrero de 1997  | 1      | 2:11   | Ámsterdam, Países Bajos |       |
| Empate    | 0-1-1  | Lee Hasdell    | Empate                      | Rings Holland: Kings of Martial Arts | 18 de febrero de 1996 | 2      | 5:00   | Ámsterdam, Países Bajos |       |
| Derrota   | 0-1    | Enson Inoue    | TKO (Golpes)                | Shooto - Vale Tudo Junction 1        | 20 de enero de 1996   | 1      | 3:20   | Tokio, Japón            |       |